# Волошня (приток Осуги)
Волошня — река в Кувшиновском районе Тверской области России. Устье реки находится в 112 км по правому берегу реки Осуги. Длина — 18 км, площадь водосборного бассейна — 98,5 км².

## Данные водного реестра
По данным государственного водного реестра России относится к Верхневолжскому бассейновому округу, водохозяйственный участок реки — Тверца от истока (Вышневолоцкий гидроузел) до города Тверь, речной подбассейн реки — Волга до Рыбинского водохранилища. Речной бассейн реки — (Верхняя) Волга до Куйбышевского водохранилища (без бассейна Оки).
Код объекта в государственном водном реестре — 08010100512110000002154.